# Siernicze Wielkie (gromada)
Siernicze Wielkie – dawna gromada, czyli najmniejsza jednostka podziału terytorialnego Polskiej Rzeczypospolitej Ludowej w latach 1954–1972.
Gromady, z gromadzkimi radami narodowymi (GRN) jako organami władzy najniższego stopnia na wsi, funkcjonowały od reformy reorganizującej administrację wiejską przeprowadzonej jesienią 1954 do momentu ich zniesienia z dniem 1 stycznia 1973, tym samym wypierając organizację gminną w latach 1954–1972.
Gromadę Siernicze Wielkie z siedzibą GRN w Sierniczu Wielkim utworzono – jako jedną z 8759 gromad na obszarze Polski – w powiecie konińskim w woj. poznańskim, na mocy uchwały nr 25/54 WRN w Poznaniu z dnia 5 października 1954. W skład jednostki weszły obszary dotychczasowych gromad Kania, Skrzynka i Siernicze Małe, ponadto miejscowości Naprusewo i Tomiszewo z dotychczasowej gromady Tomiszewo, miejscowości Antoninek i Siernicze Wielkie z dotychczasowej gromady Siernicze Wielkie oraz miejscowości Lipnica i Kierz z dotychczasowej gromady Kossewo – ze zniesionej gminy Ostrowite w tymże powiecie. Dla gromady ustalono 13 członków gromadzkiej rady narodowej.
1 stycznia 1957 gromadę włączono do reaktywowanego rok wcześniej powiatu słupeckiego w tymże województwie.
Gromadę zniesiono 1 stycznia 1958, a jej obszar włączono do gromad: Giewartów (miejscowość Tomiszewo) i Ostrowite (miejscowości Antoninek, Kania, Kierz, Lipnica, Naprusewo, Salomonowo, Siernicze Małe, Siernicze Wielkie, Skrzynka Mała i Skrzynka Wielka) w tymże powiecie.